# Rafael Bombelli

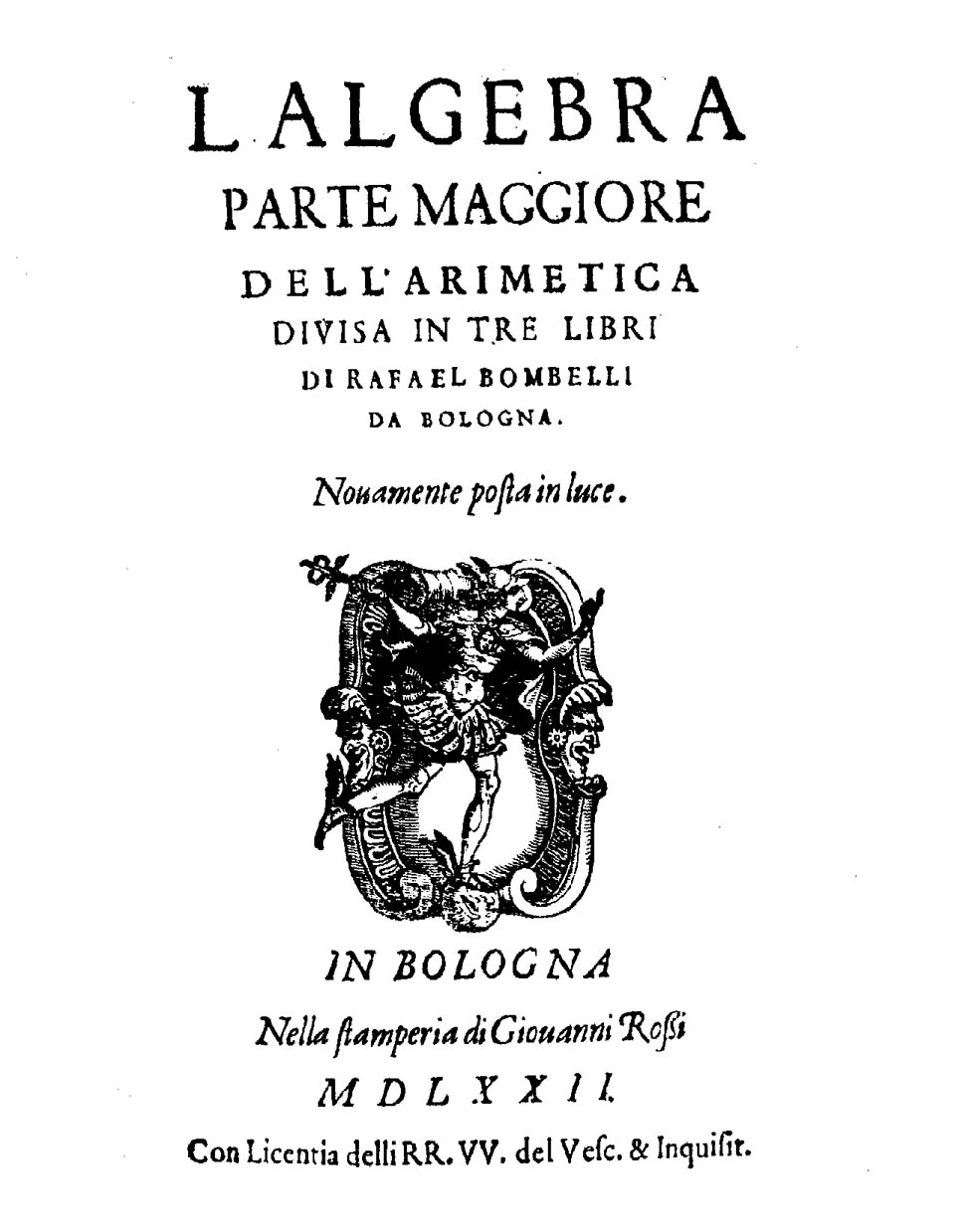
Algebra, 1572

Rafael Bombelli (1526 - 1572) a fost un matematician și inginer hidrograf italian, cunoscut pentru lucrarea sa L'Algebra.

## Biografie
Nu se cunosc prea multe detalii biografice.
Se pare că a fost discipol al lui Pierre François Clementi, iar episcopul Malfi ar fi fost protectorul său.

## Contribuții
În Tratatul de algebră apar, pentru prima dată în Europa, regulile de dezvoltare în fracție continuă, deja cunoscute de indieni și de grecii antici. De asemenea, a formulat regulile de calcul și proprietățile numerelor complexe și a denumit unitatea imaginară i.
Algebra lui Bombelli este împărțită în trei cărți și conține probleme din domeniul analizei nedeterminate.
Sunt expuse în mod complet calculul cu radicali.
A distins tipurile de ecuații de gradul al III-lea și a descris 44 de tipuri de ecuații de gradul al IV-lea.
În prefața scrierii menționate, Bombelli descrie istoria dezvoltării algebrei începând de la Diofant, elogiază pe Fibonacci, Luca Pacioli și critică pe Niccolò Tartaglia.
Tratatul lui Bombelli a atins cea mai înaltă culme a dezvoltării algebrei până în acea epocă și a avut o influență decisivă asupra dezvoltării ulterioare a acestei științe. Demonstrațiile sunt riguroase, complete și sistematic deduse.

## Numere complexe
A studiat regulile operațiilor cu numere complexe care vor fi aprofundate  în continuare de: Cauchy, Lagrange, Ruffini, Gauss, Abel, Wallis, Roger Cotes, Abraham de Moivre ș.a.
Bombelli a tradus un manuscris al lui Diofant.
1. 1 2  Rafael Bombelli, Open Library, accesat în 9 octombrie 2017
2. 1 2  Raffaele Bombelli, opac.vatlib.it
3. ↑  „Rafael Bombelli”, Gemeinsame Normdatei, accesat în 16 octombrie 2015
4. ↑  Complete Dictionary of Scientific Biography[*] Verificați valoarea |titlelink= (ajutor)
5. 1 2  MacTutor History of Mathematics archive
6. 1 2  The Galileo Project
7. ↑  Raffaele Bombelli, Gran Enciclopèdia Catalana
8. ↑  MacTutor History of Mathematics archive, accesat în 22 august 2017